# Gautier-Languereau
Les Éditions Henri Gautier, devenues Gautier-Languereau en 1917, sont une maison d'édition française qui a existé de 1885 à 1989 et leur rachat par le groupe Hachette Livre. De 1916 à 1927, elles ont également publié des ouvrages sous l'intitule Édition de La Semaine de Suzette, d'après le titre de leur publication la plus célèbre.

## Histoire
En 1885, l'éditeur Henri Gautier rachète la librairie parisienne Blériot Frères et fonde les Éditions Henri Gautier. En 1905, il lance l'hebdomadaire illustré La Semaine de Suzette, qui connaît rapidement un succès très rapide, notamment grâce à la série humoristique Bécassine, créée par Jacqueline Rivière et Joseph Pinchon.
À partir de 1914, Gautier laisse la direction des éditions Henri Gautier à son neveu Maurice Languereau, qui y travaillait depuis 1885. Gautier et Languereau s'associent en 1917 ; la maison d'édition adopte alors la dénomination de Gautier-Languereau.
Les éditions Gautier-Languereau ont fait l'objet d'une prise de participation majoritaire en 1989 par la société Hachette Livre.
La société a été radiée le 19 septembre 2008.
C'est un département de la société Hachette Livre, propriétaire de la marque "Gautier-Languereau".

## Liste des parutions

### Périodiques
- L'Ouvrier (1861-1920) ;
- Les Veillées des chaumières  (1877- en cours) ;
- La Semaine de Suzette (1905-1960) : revue pour fillettes ;
- Fils de France (1920-1922?) : sous titré Journal illustré des Jeunes gens

### Ouvrages pour la jeunesse
- Bécassine : bande dessinée ;
- Bibliothèque de Suzette (1919-1958) : collections de romans pour filles ;
- Nouvelle Bibliothèque de Suzette (1959-1965) : remplace la Bibliothèque de Suzette ;
- Bibliothèque Bleue (1963-1965) : fait suite, à quelques titres près, à la Nouvelle bibliothèque de Suzette ;
- Collection Jean-François (1950-1962) : 86 volumes, romans d’aventures pour garçons[5] ;
- Série 15 (1964-1989) : collection d'aventures, d'histoires ou de récits réunis par thèmes ;

Collections destinés à l'enfance   ;
- Collection Jeunes années (1956-1982);
- Albums merveilleux (1961-1965);
- Premiers Livres (1972-1985);
- Premiers Albums (1980-1992);

### Collections généralistes
- Bibliothèque de Souvenirs et Récits militaires (1896-1897). Environ 50 volumes.
- Récits des Grands Jours de l'Histoire (1897-1898) en 52 volumes.
- Bibliothèque de ma fille (1897-1957). Plus de 300 volumes de genre sentimental pour jeunes filles et jeunes femmes.
- Collection Familia (1922-1947). Plus de 120 volumes pour toute la famille.
- Romans à lire (1927-1930) en 78 volumes.

### Des ouvrages de vie pratique[7].
- Convenances et Bonnes Manières
- Savoir écrire des Lettres